# Anouar Abdel-Malek
Anouar Abdel-Malek (àrab: أنور عبد الملك, Anwar ʿAbd al-Mālik) (23 d'octubre de 1924 – 15 de juny de 2012) fou un científic i polític egipci-francès d'ascendència copta. Fou un panarabista i marxista. Anouar Abdel-Malek va obtenir el grau de batxiller en filosofia el 1954 a la Universitat Ain Shams, abans d'estudiar un doctorat a la Sorbona. Seguidament va entrar a treballar al CNRS, esdevenint-ne cap d'investigació el 1970.

## Obres
- Égypte : sociétat militar, 1962. Traduït per Charles Lam Markmann com Egipte: societat militar; el règim d'exèrcit, l'esquerre, i canvi social sota Nasser, 1968.
- Anthologie de la littérature arabe contemporaine, 1964
- Idéologie et Renaixement nationale, l'Égypte moderne, 1969
- La Pensée politique arabe contemporaine, 1970. Traduït per Michael Pallis com Contemporary Arab political thought, 1983
- (ed.) Sociologie de l'impérialisme, 1971
- La dialectique sociale, 1972. Traduït per Mike Gonzalez com Dialèctica Social, 2 vols., 1980.
- Nació i revolució, 1981
- (ed. Amb Miroslav Pečujlići Gregory Blau) Ciència i tecnologia en la transformació del món, 1982
- (ed. Amb Ānisujjāmāna) Cultura i pensament en la transformació del món, 1983.